# (7078) Unojonsson
(7078) Unojonsson es un asteroide perteneciente al cinturón de asteroides, región del sistema solar que se encuentra entre las órbitas de Marte y Júpiter, descubierto el 17 de octubre de 1985 por Claes-Ingvar Lagerkvist desde el Observatorio de Kvistaberg, Uppsala, Suecia.

## Designación y nombre
Designado provisionalmente como 1985 UH3. Fue nombrado en honor de Uno Jönsson (n. 1937), amigo del descubridor, para celebrar su 60 cumpleaños. Interesado desde hace mucho tiempo en la astronomía, Jönsson ha escrito varios libros para una audiencia general. También ha editado libros de texto sobre astronomía, en un caso con el descubridor como autor colaborador.

## Características orbitales
(7078) Unojonsson está situado a una distancia media del Sol de 2,435 ua, pudiendo alejarse hasta 2,983 ua y acercarse hasta 1,886 ua. Su excentricidad es 0,225 y la inclinación orbital 3,080 grados. Emplea 1387,51 días en completar una órbita alrededor del Sol.
Pertenece a la familia de asteroides de (135) Hertha.

## Características físicas
La magnitud absoluta de (7078) Unojonsson es 14,24. Tiene 8,988 km de diámetro y su albedo se estima en 0,095. 